# Executive education
Executive Education — сфера профессионального образования для людей, занимающих руководящие должности в бизнесе, государстве или некоммерческом секторе. Обычно участниками программ уровня executive education становятся руководители не моложе 30 лет, обладающие высшим образованием и существенным управленческим опытом. По оценкам Harvard Business Review, объем мирового рынка executive education составляет около 70 миллиардов долларов США и постоянно увеличивается. Основное наполнение executive education составляют короткие программы для руководителей (продолжительность от 1-2 дней до нескольких недель), которые обычно направлены на развитие управленческих навыков, знаний отдельных отраслей или направлений деятельности организаций. В отличие от программ MBA и Executive MBA, участники коротких программ не получают диплом магистра делового администрирования. Первые прототипы подобных программ появились в США в начале XX в. В настоящий момент короткие программы для руководителей проводятся на базе бизнес-школ, школ права, госуправления, а также консалтинговых компаний и корпоративных университетов по всему миру. Специализированные сервисы идентифицируют свыше 10 тысяч программ уровня Executive Education в мире. хорошо
￼

### Бизнес-школы
Почти все современные бизнес-школы, помимо программ MBA, предлагают и короткие программы для руководителей. Для большинства из них это важный источник доходов, существенно более рентабельный, чем большинство стандартных программ высшего образования. Гарвардский университет в 2016 г. на программах дополнительного образования и коротких программах для руководителей получил доход в размере 381 миллиона долларов США. Причиной столь высоких доходов университетов в этой сфере является высокая стоимость участия в программах. Для слушателей стоимость посещения программы в одной из ведущих мировых школ составляет около 2,500 долларов в день. Наиболее известный рейтинг школ по программа для руководителей - это рейтинг Financial Times. Первое место по открытым программам в 2017 г. принадлежало швейцарской бизнес-школе IMD, тогда как по кастомизированным программам лидировала испанская бизнес-школа IESE. Российские бизнес-школы в оба рейтинга не попали, однако на российском рынке короткие программы для руководителей активно предлагают Финансовый университет при Правительстве РФ, Сколково, ВШМ СПбГУ, ИБДА РАНХиГС, CBSD Thunderbird и другие. Высокая стоимость и трудность выбора часто становятся основой для критики коротких программ для руководителей. Так, по оценкам консалтинговой компании Korn Ferry, лишь 52% менеджеров приняли бы участие в тех же самых программах развития, если бы у них была возможность снова встать перед выбором.
В 2022, 2023 и 2024 годах программа обучения руководителей HEC Paris заняла 1-е место в мире по версии Financial Times.

### Программы
Единой общепринятой типологии коротких программ для руководителей не существует, однако в профессиональной среде к ним обычно относят все программы, направленные на топ-менеджмент и владельцев бизнеса, за исключением программ Executive MBA.Последние выделяют в отдельную категорию, так как они направлены на получение диплома о высшем образовании и, как правило, требуют прохождения экзамена GMAT, тогда как короткие программы не требуют вступительных экзаменов. Подавляющее большинство коротких программ для руководителей проходят в традиционном аудиторном формате, однако многие ведущие школы, включая IMD, Уортон и бизнес-школу Колумбийского университета активно развивают и онлайн-программы.Также все большую популярность приобретают смешанные форматы, когда часть занятий проходит онлайн, а часть в аудитории. Значительная часть образовательного эффекта достигается не только за счет изучения учебных материалов и работы с преподавателем, но и благодаря обмену знаниями и опытом между участниками, поэтому большинство участников рынка executive education ограничивают максимальное количество участников занятий. Обычно в коротких программах для руководителей одновременно участвуют не более 20-30 человек. Среди коротких программ выделяют несколько наиболее распространенных категорий: продвинутые управленческие программы, сфокусированные программы и кастомизированные программы.

#### Продвинутые управленческие программы
Продвинутые управленческие программы (от англ. Advanced Management Programs) - комплексные программы, посвященные всему спектру основных управленческих знаний и навыков: стратегия, маркетинг, финансы, управление командой, ведение переговоров и т.д. Продолжительность таких программ составляет от двух недель и до семи-восьми недель. В пересчете на индивидуального участника, они, как правило, являются самыми дорогими среди коротких программ для руководителей. Стоимость самой дорогой такой программы в Гарвардской бизнес-школе составляет 80 тысяч долларов США. В связи с существенной продолжительностью, продвинутые управленческие программы нередко бывают разделены на несколько очных модулей продолжительностью 1-2 недели, между которыми у участников есть перерыв в несколько месяцев. Некоторые бизнес-школы предлагают также продвинутые управленческие программы с отраслевой специализацией, например, в сфере нефти и газа или в области медиа и индустрии развлечений.
Продвинутые управленческие программы часто рассматривают как альтернативу Executive MBA в связи с тем, что они близки по тематическому охвату, однако занимают меньше аудиторного времени, стоят существенно меньше, а зачисление осуществляется на основе анализа резюме, мотивационного письма и, иногда, собеседования, но не требует прохождения экзамена GMAT. При этом в большинстве бизнес-школ успешное прохождение продвинутой управленческой программы дает официальный статус выпускника, такой же, как и программы MBA или Executive MBA. Еще одной причиной, почему продвинутые управленческие программы рассматривают как альтернативу Executive MBA, является тот факт, что некоторые лидеры рынка, в том числе Гарвардская школа бизнеса и Стэнфордская бизнес-школа вообще не предлагают программы Executive MBA.

#### Сфокусированные открытые программы
Сфокусированные программы (от англ. Focused Open Programs) - это программы, посвященные одной относительно узкой теме. Продолжительность таких программ обычно составляет от 1-2 до 10 дней. Среди них есть как программы, посвященные развитию отдельных управленческих навыков, например, курсы по финансам и маркетингу, эффективной организации работы советов директоров, так и программы по очень узким специализированным темам, как финансовый учет в глобальном нефтегазовом бизнесе.

#### Кастомизированные программы
Кастомизированные программы (от англ. Custom Programs) разрабатываются обычно по заказу организаций для обучения руководящих сотрудников. Продолжительность, количество участников и содержательное наполнение сильно варьируются, в зависимости от образовательных потребностей и финансовых возможностей организаций. Часто такие программы продолжаются много лет, и сотрудники компании проходят через них волнами год за годом. Например, в 2012  г. по инициативе Германа Грефа была запущена совместная программа Сбербанка и бизнес школы ИНСЕАД, которая не закончилась и в 2017 г. С 2016 г. РАНХиГС и компания Ward Howell совместно реализуют программу обучения управленческих команд российских регионов, разработанную по поручению Президента РФ.